# Судіївська сільська рада
Судіївська сільська рада — колишній орган місцевого самоврядування у Полтавському районі Полтавської області з центром у селі Судіївка.

## Населені пункти
Сільраді були підпорядковані населені пункти:
- c. Судіївка
- с. Шевченки